# Squadrone della morte
Con squadrone della morte viene indicato un gruppo di persone armate che agiscono con il fine di assassinare civili, solitamente inermi, perseguendo, usualmente, fini politici.

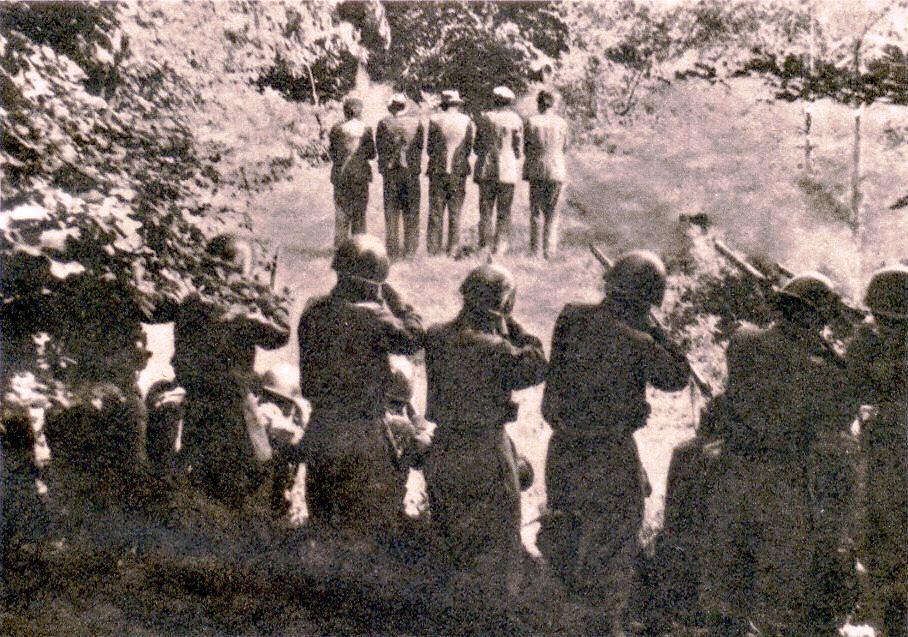
Soldati italiani del Regio Esercito fucilano degli ostaggi sloveni di Dane, Loška Dolina, 31 luglio 1942

## Storia
Il termine divenne d'uso comune quando si venne a conoscenza degli omicidi e delle brutalità eseguite dai gruppi paramilitari di estrema destra in America Latina, che favorirono l'ascesa di molte dittature negli anni settanta ed ottanta. I primi squadroni della morte, intesi nel senso moderno, furono impiegati nella guerra d'Algeria. Essi erano costituiti da sottufficiali dei paracadutisti dell'esercito francese che avevano il compito di rastrellare i sospetti ribelli. In tale circostanza rapirono, torturarono, assassinarono e fecero sparire in mare migliaia di civili, segretamente ed illegalmente.

## Caratteristiche
Il termine viene spesso ricondotto ad organizzazioni militari o paramilitari che spalleggiano dittature o regimi basati sulla repressione e l'autoritarismo. Gli obiettivi degli squadroni della morte possono essere gruppi, esponenti o autorità politiche, religiose, istituzionali o sindacali, così come dissidenti, ribelli, gruppi etnici o sociali, ma anche bambini di strada, attivisti, operatori sociali e tante altre categorie di civili. I metodi di queste esecuzioni arbitrarie ed extragiudiziali di solito si contraddistinguono per ferocia e brutalità, includendo torture, stupri, rapimenti e sequestri.
Con la stessa locuzione si intendono talora anche quelle formazioni militari addestrate per missioni ad altissimo rischio e con esigue chance di ritorno.

## Nel mondo

### Argentina
Prima e durante il colpo di Stato del 1976 furono organizzati squadroni della morte da militari e da estremisti di destra, per alzare il livello dello scontro politico e creare instabilità nel paese. Assassinarono sindacalisti, politici di sinistra, operai, religiosi terzomondisti e studenti. Il più famigerato fra questi gruppi era l'Alianza Anticomunista Argentina di José López Rega, noto esponente delle frange reazionarie.

### Brasile
Civili armati ma anche squadre di poliziotti o militari assassinano e torturano trafficanti di droghe, ladri e bande armate e anche talvolta i meninos de rua nelle molte favelas del paese. Spesso questi squadroni vengono finanziati dai commercianti che vogliono contenere la dilagante criminalità che li danneggia.
Nei primi anni duemila il governo brasiliano stava pacificando alcune favelas a Rio de Janeiro, portando ronde di polizia regolari ed eliminando il traffico di droghe. Si stava inoltre cercando di portare assistenza sanitaria e sociale stabile agli abitanti; esempio di tale processo è stato fatto nella favelas di Dona Marta, dove ottenne buoni risultati, il che fece ben sperare per futuri risultati positivi in altre aree del paese.

### Cambogia
Negli anni settanta i Khmer rossi di Pol Pot organizzarono squadroni della morte che seminarono il terrore in tutto il paese, uccidendo tutti gli oppositori al nascente regime comunista di Pol Pot.

### Cile
In maniera analoga a quanto avvenne in Argentina, in Cile operarono squadroni della morte ed organizzazioni paramilitari (fra le quali una delle maggiori fu Patria y Libertad), finanziate ed organizzate dal programma statunitense FUBELT, tese al rovesciamento dell'ordine democratico ed alla soppressione dei gruppi di attivisti che sostenevano il presidente Allende. In seguito all'instaurazione del regime militare del generale Pinochet, la stessa opera fu praticata da reparti dell'esercito cileno, debitamente organizzati per il sequestro, la tortura, l'omicidio e la sparizione degli oppositori o anche di chi fosse solo sospettato di attivismo politico.

### Colombia
Tra gli anni ottanta e novanta sono fiorite in Colombia numerose fazioni di squadroni della morte, legate a gruppi politici e ai cartelli del narcotraffico. È noto il caso della compagnia americana Chiquita, che ha ammesso di aver arruolato squadroni della morte paramilitari di estrema destra per difendere i suoi stabilimenti nel nord del paese, sospetti simili nel corso degli anni sono emersi anche nei confronti della Coca-Cola per via di uccisioni sospette a danno di sindacalisti che lavoravano nella nota azienda multinazionale.

### El Salvador
Gli squadroni della morte furono gruppi paramilitari di estrema destra, formati da militari, agenti di polizia in borghese, e civili, che hanno svolto azioni contro (sospetti) oppositori politici del governo e del vigente sistema politico del paese. Le attività cominciarono a partire dalla fine degli anni settanta e si diffusero durante la guerra civile (1979-1992). Con i successivi accordi di pace, le attività militari cessarono.
Le inchieste sulle attività degli squadroni della morte fanno pensare che questi gruppi nacquero come appendici dei servizi di intelligence delle forze di sicurezza e dell'esercito. Il maggiore Roberto D'Aubuisson (fondatore del partito politico ARENA) fu il leader di questi gruppi (uno dei più conosciuti era la F.A.L.A.N.G.E. ovvero Frente Armado Anti-comunista por la Guerra d'Eliminación), dai tempi in cui divenne direttore dell'Agenzia Nazionale di Sicurezza Salvadoreña (ANSESAL, Agencia Nacional de Seguridad Salvadoreña).

### Filippine
L’alto commissario per i diritti umani dell’ONU, Zeid Ràad al-Hussein, nel 2016 ha esortato Manila anche a esaminare «la spaventosa epidemia di esecuzioni sommarie» nell’ambito della «guerra alla droga» lanciata dal presidente Rodrigo Duterte e costata 6 000 morti in sei mesi. La magistratura filippina, secondo il rappresentante delle Nazioni Unite, «deve dimostrare il suo impegno al rispetto della legge e la sua indipendenza dall’esecutivo lanciando un’inchiesta sugli omicidi».
A partire dal momento in cui la presidente della Commissione Giustizia e Diritti Umani del Senato filippino aveva iniziato ad indagare sulle esecuzioni extragiudiziali di circa 1 000 presunti autori di reati legati alla droga, che sarebbero state commesse a Davao all'epoca in cui il presidente Duterte era sindaco della città, si sono susseguiti fatti che hanno poi portato al mandato di arresto nei confronti della senatrice Leila De Lima, membro del partito liberale d'opposizione ed attivista dei diritti umani. "Oggi la senatrice, che Amnesty International ha dichiarato "prigioniero di coscienza", è in carcere, in attesa di giudizio e, in caso di condanna, rischia da 12 anni di reclusione all'ergastolo".

### Indonesia
Negli anni 1965-1966, in Indonesia si formarono numerosi squadroni della morte con lo scopo di dare la caccia e uccidere tutti i membri o le persone sospettate di far parte del Partito Comunista Indonesiano. Si ritiene che oltre 1 milione di comunisti o presunti tali siano stati uccisi dalle milizie filo-governative del generale Suharto in quello che è noto come genocidio indonesiano.

### Irlanda
Durante la guerra d'indipendenza irlandese sia l'esercito britannico sia i ribelli irlandesi istituirono reparti speciali per colpire i civili sospettati di collaborare con l'uno o l'altro schieramento; l'indipendentista repubblicano irlandese Michael Collins organizzò gruppi paramilitari che assassinarono ufficiali britannici, agenti della polizia e membri del Royal Irish Constabulary.

### Italia
Nel periodo precedente alla marcia su Roma, Mussolini organizzò in tutta Italia le squadre d'azione, ribattezzate "squadracce" dagli avversari politici. Esse avevano come finalità l'intimidazione e in alcuni casi addirittura l'eliminazione fisica degli avversari politici. Tra le vittime celebri di tali squadre d'azione vi furono Don Giovanni Minzoni, Giovanni Amendola, Piero Gobetti e Giacomo Matteotti.
Dopo l'8 settembre 1943 e l'occupazione della Wehrmacht dell'Italia, le Brigate Nere e le SS, sia tedesche sia italiane, agirono nei confronti della popolazione come squadroni della morte, compiendo perlopiù omicidi circoscritti, ma anche vere e proprie stragi organizzate, col fine di reprimere le azioni di disturbo dei partigiani di ogni estrazione politica.
Sul finire della guerra, ma anche dopo il 25 aprile 1945, sull'onda di revanscismo che percorse le brigate partigiane, vi furono anche assassinii, desiderosi di vendicare torti subiti durante il Ventennio o di compiere vendette private mascherate da fini politici. Le autorità alleate non vigilarono su questi crimini, ritenendo endemica una breve fase di "resa dei conti" a conflitto terminato. Famigerate furono a Milano le azioni della cosiddetta Volante Rossa ed in Emilia nel cosiddetto Triangolo della morte, che proseguirono fino al 1949.

### Nicaragua
Negli anni ottanta i ribelli anticomunisti Contras, finanziati dagli Stati Uniti e dalla junta Argentina, operarono come squadroni della morte, dal momento che colpivano indiscriminatamente civili e miliziani nemici del regime rivoluzionario sandinista. Gli stessi sandinisti organizzarono squadroni della morte per eliminare i propri oppositori, attuando una strategia di Recontrainsurgencia..

### Perù
L'organizzazione rivoluzionaria Sendero Luminoso, di ideologia maoista, ha istituito gruppi di guerriglia atti anche alle repressioni verso i civili.

### Spagna
Durante la guerra civile si crearono in Spagna squadroni della morte di opposta fazione. Il clima di terrore contrapposto viene ricordato come terrore rosso (quello esercitato dai repubblicani) e terrore bianco (esercitato dai franchisti). Gli squadroni dei repubblicani assassinarono numerose persone, soprattutto fra i religiosi, ma anche proprietari terrieri, nobili e chi veniva considerato reazionario e nemico del popolo. I franchisti si macchiarono d'altrettante nefandezze, uccidendo intellettuali, omosessuali, operai, contadini ed oppositori. Celebre è l'assassinio, da parte di una squadra di legionari, del poeta Federico García Lorca.

### Germania
Dalla metà degli anni '20 in Germania vennero costituite le Schutzstaffeln, organizzazione militare del NSDAP che svolgeva, tra i propri compiti, anche quello di perseguitare ebrei e dissidenti politici. Durante la seconda guerra mondiale furono organizzati rastrellamenti ed esecuzioni nei territori occupati al fine di reprimere l'insorgenza contro le forze tedesche; gli squadroni sul fronte orientale atti alle rappresaglie erano denominati Einsatzgruppen, e la violazione dei diritti civili dei sovversivi era stabilita dal decreto Nacht und Nebel- Gli Einsatzgruppen furono utilizzati principalmente per l'uccisione di partigiani e dissidenti politici. Durante tutto il 1941 furono impiegati principalmente per lo sterminio degli ebrei.

### URSS
Durante la guerra civile che seguì la Rivoluzione d'ottobre vennero largamente impiegati squadroni della morte dalle milizie bolsceviche. Gli obiettivi erano preti, praticanti ortodossi, aristocratici, proprietari terrieri, ufficiali dell'Armata Bianca, membri del Governo Provvisorio Russo ed anticomunisti in generale. Stalin utilizzò gli stessi mezzi e gli stessi sistemi durante le grandi purghe degli anni trenta, ordinando all'NKVD di eliminare qualunque civile fosse sospettato di opposizione al regime; durante la guerra ordinò il massacro di Katyn', in cui 22.000 polacchi furono assassinati, soprattutto prigionieri di guerra, ma anche civili, al fine di sradicare l'opposizione organizzata all'invasione sovietica.
Analogamente alle forze bolsceviche, numerose squadre della morte affiliate all'Armata Bianca uccisero un gran numero di prigionieri di guerra bolscevichi, ma anche simpatizzanti comunisti, contadini ed ebrei. Anche oltre la cortina di ferro avvennero esecuzioni da parte del governo sovietico: Lev Rebet e Stepan Bandera, sostenitori dell'indipendenza della nazione ucraina dall'URSS, furono assassinati a Monaco di Baviera sul finire degli anni cinquanta, da parte di Bohdan Stashynsky, membro dei servizi segreti sovietici che nel 1961 fuggì all'Ovest.

### Vietnam
Negli anni della guerra civile tra il nord ed il sud, oltre che eserciti regolari e guerriglieri, operarono anche squadroni della morte, sia anticomunisti (sostenuti dal sud e dagli Stati Uniti) che comunisti, dipendenti da Hanoi. Essi mietevano vittime tra i loro detrattori ed avversari civili. Celebre è il caso dell'assassinio del prete cattolico Nguyen Bửu Đồng, assassinato dalle milizie marxiste.